# Crims (sèrie de televisió)
|  | No s'ha de confondre amb Crims (programa de radiotelevisió). |

Crims és una sèrie de televisió de ciència-ficció i intriga dirigida per Jordi Frades i protagonitzada per Emma Vilarasau i Ramon Madaula.
Ambientada en una ciutat opressiva i futurista, la trama gira entorn de l'Olga i en Cesc, dos detectius que aniran resolent crims amb l'ombra del suïcidi de la germana de l'Olga planant durant tota la sèrie.
La sèrie es va estrenar a TV3 el 19 de març de l'any 2000 i se'n van emetre 13 episodis, d'aproximadament 45 minuts de duració. En aquella època fou la sèrie més cara mai produïda per Televisió de Catalunya, que Lluís Oliva, director de la cadena, va xifrar amb un cost d'entre 25 i 30 milions de pessetes per capítol.

## Argument
L'argument de Crims arranca amb la mort de Cristina Tor a una galeria d'art. Tot sembla indicar que la investigadora s'ha suïcidat, però la seva germana Olga, Emma Vilarasau, i el seu pare Gabriel, Juli Mira, no ho creuen.
Gabriel és el propietari de l'agència Tor Investigadors i, tot i que la relació amb la seva filla és molt dolenta des de la mort de la seva mare, els dubtes sobre el suïcidi de la Cristina els uniran, fent que torni a treballar a l'agència d'investigació amb en Cesc, Ramon Madaula.
La investigació de la mort de la seva germana es perllongarà durant els 13 episodis mentre van resolent altres casos. Alhora permetran a l'Olga superar els seus traumes: la solitud, la història de la família...
La sèrie va rebre fortes influències en la seva ambientació de sèries de televisió i pel·lícules dels Estats Units d'Amèrica com Expedient X, Twin Peaks i Blade Runner.

## Repartiment
El repartiment dels principals personatges de la sèrie és el següent:
| Actor / actriu original | Personatge fictici |
| ----------------------- | ------------------ |
| Emma Vilarasau          | Olga               |
| Ramon Madaula           | Cesc               |
| Juli Mira               | Gabriel            |
| Albert Pérez            | Felip              |
| Rosa Novell             | Verònica           |